# Sarcogyps calvus
L'avvoltoio calvo (Sarcogyps calvus), detto anche avvoltoio testarossa o avvoltoio reale indiano, è una specie di avvoltoio del Vecchio Mondo diffuso principalmente nel subcontinente indiano, con piccole popolazioni disgiunte in alcune parti del sud-est asiatico. È l'unica specie ascritta al genere Sarcogyps; in passato, è stata ascritta ai generi Aegypius e Torgos.

## Descrizione
È un avvoltoio di medie dimensioni, con una lunghezza di 76-86 centimetri (30-34 pollici), un peso di 3,5–6,3 kg (7,7–13,9 libbre) e un'apertura alare di circa 1,99-2,6 metri (6,5–8,5 piedi). Tratto distintivo dell'animale è la testa nuda, di colore rosso intenso-arancione nell'adulto, e di un rosso più pallido nei giovani. Ha un piumaggio nero, con una fascia grigio chiaro alla base delle penne remiganti. I sessi differiscono nel colore dell'iride: i maschi hanno un'iride più chiara e biancastra, mentre nelle femmine è marrone scuro.

## Tassonomia
L'avvoltoio calvo è una specie di avvoltoio del Vecchio Mondo, diffusa nel subcontinente indiano. Questa specie non presenta sottospecie.

## Distribuzione e habitat
Questo avvoltoio era storicamente abbondante, ed il suo areale si estendeva ampiamente attraverso il subcontinente indiano e verso est fino al sud-centro asiatico e al sud-est asiatico, estendendosi dall'India a Singapore. Oggi l'areale dell'avvoltoio calvo è localizzato principalmente nell'India settentrionale. Questi uccelli vengono avvistati solitamente in aree di aperta campagna, aree coltivate e semi-desertiche. È stato avvistato anche nei boschi di latifoglie, colline pedemontane e valli fluviali. Di solito si può avvistare fino ad un'altitudine di 3000 metri al di sopra del livello del mare.

## Conservazione

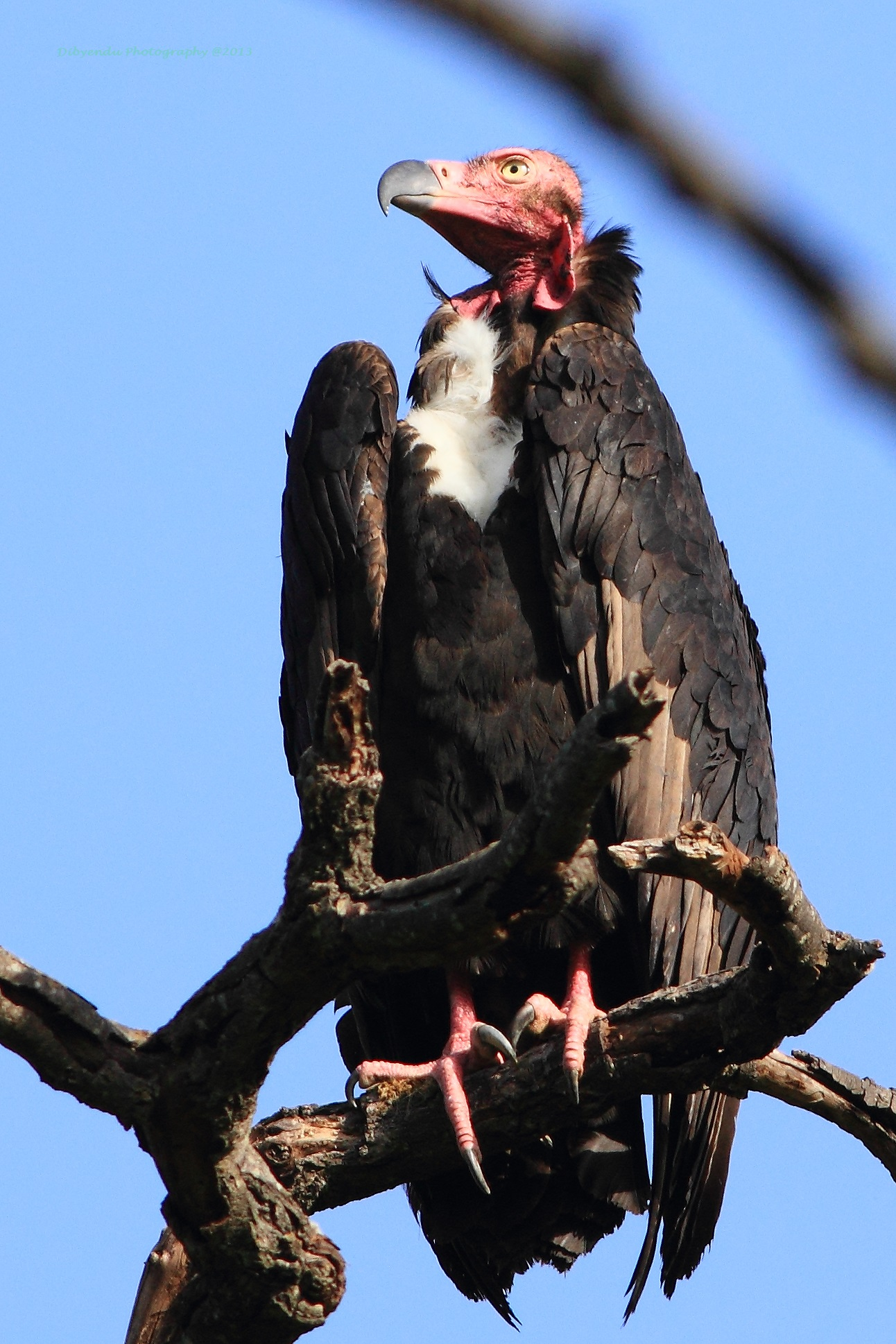
S. calvus in natura

Storicamente, l'avvoltoio calvo era già in declino, ma molto lentamente; nel 2004 la specie è stata classificata da "prossima alla minaccia" a "rischio minimo" dall'IUCN. Tuttavia, l'uso intensivo e diffuso del FANS diclofenac in medicina veterinaria, in India, ha causato il collasso della popolazione negli ultimi anni. Il diclofenac è un composto ora noto per essere estremamente velenoso per molti avvoltoi. La popolazione di avvoltoi calvi si è sostanzialmente dimezzata ogni due anni dalla fine degli anni '90, e quella che una volta era una specie abbondante che contava centinaia di migliaia di individui si è pericolosamente avvicinata all'estinzione in meno di due decenni. Di conseguenza nel 2007, la specie è stata riclassificata come "in pericolo critico (CR)" dal BirdLife International, e aggiunto nella lista rossa IUCN.
È ora noto che diversi FANS sono letali per molti uccelli spazzini. Diclofenac, carprofene, flunixin, ibuprofene e fenilbutazone sono ora associati all'alta mortalità di questi uccelli. Finora, solo il meloxicam è sicuro per gli avvoltoi, e ne viene incoraggiato l'uso nel trattamento veterinario del bestiame domestico.
Oltre all'avvelenamento e alla distruzione dell'habitat, l'avvoltoio calvo è minacciato dalla caccia. Luoghi come la Cambogia hanno messo insieme programmi speciali per aiutare le specie di avvoltoi in pericolo di estinzione. È stato dimostrano che i cacciatori hanno iniziato "ad usare veleni nelle pratiche di caccia", che hanno portato all'analisi della popolazione che mostra che "dal 2010, le popolazioni di grifoni del Bengala (Gyps bengalensis) e avvoltoi calvi (Sarcogyps calvus) sono diminuite drasticamente, mentre la popolazione del grifone beccosottile (Gyps tenuirostris) potrebbero aver iniziato a diminuire dal 2013”.
Questa specie è rarissima nelle strutture zoologiche mondiali, infatti ne rimangono solo 22 esemplari in stato di cattività, dei quali 14 individui al Parco Natura Viva di Bussolengo unico parco zoologico al mondo dove questi animali si riproducono. In questo parco zoologico la coppia residente per otto anni ha portato a termine con successo otto nidiate. Il Parco Natura Viva è l'unico al mondo ad allevare, studiare e sperare di poter reintrodurre in natura questa specie. La coppia del parco è stata anche fotografata da Joel Sartore, i cui scatti sono stati inseriti nel progetto del National Geographic The Photo Ark.